# Ville-sur-Lumes
Ville-sur-Lumes é uma comuna francesa na região administrativa de Grande Leste, no departamento das Ardenas. Estende-se por uma área de 3,10 km². Em 2010 a comuna tinha 535 habitantes (densidade: 172,6 hab./km²).